# Порядок наследования австро-венгерского престола

Герб Австро-Венгрии (1867—1918).

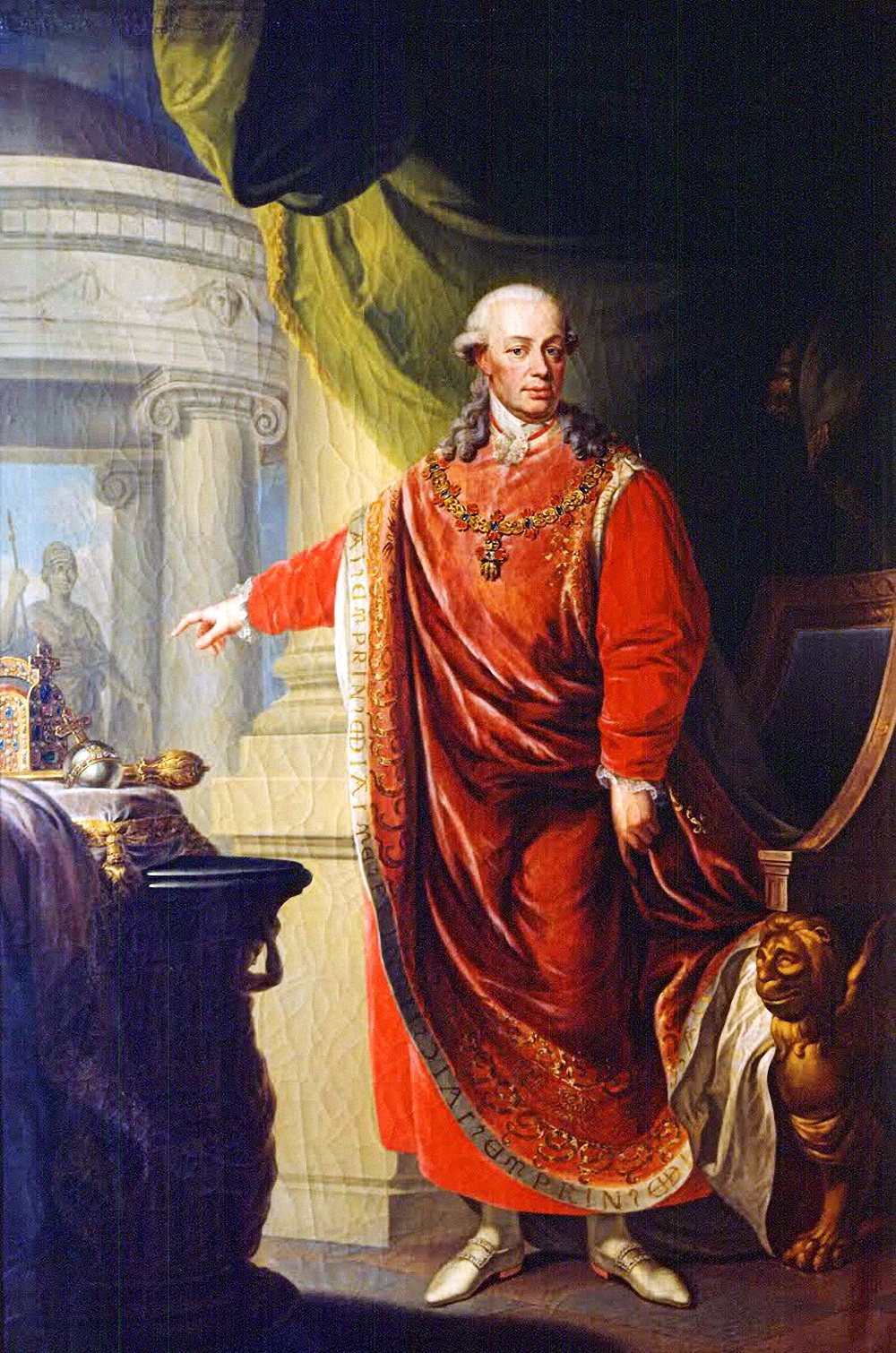
Леопольд II (1747—1792), император Священной Римской империи (1790—1792)

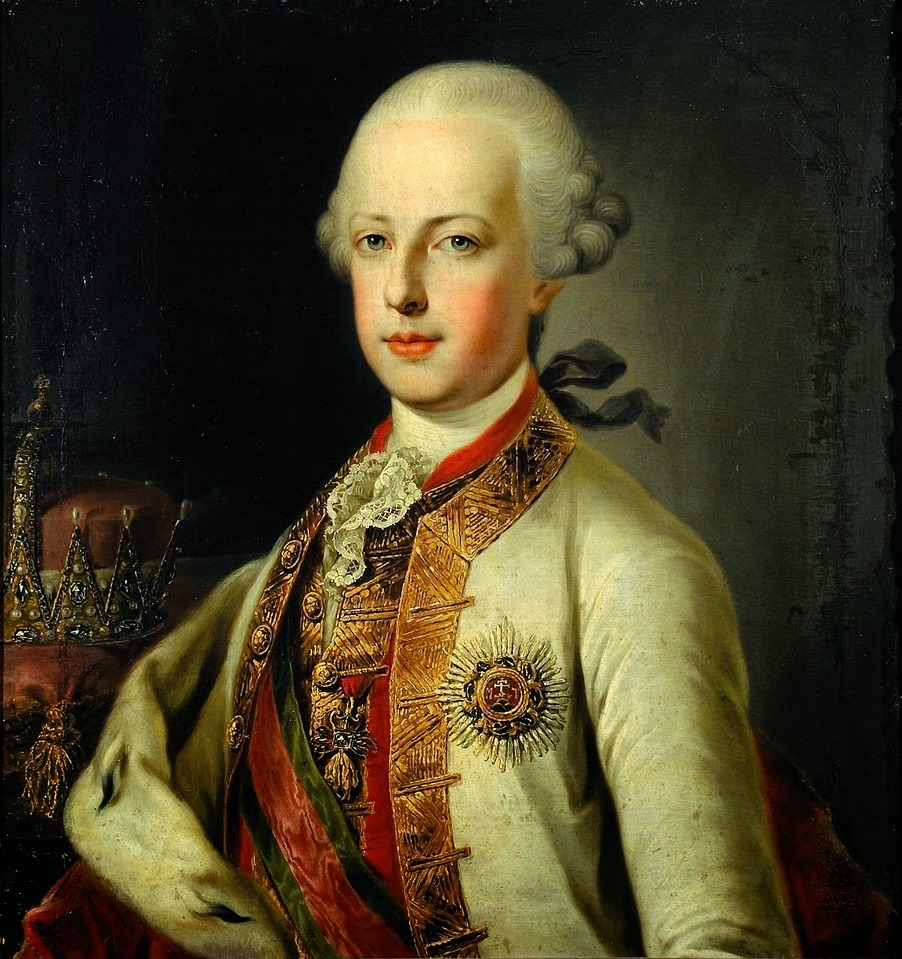
Эрцгерцог Фердинанд Австрийский (1754—1806), герцог Миланский (1771—1796), основатель ветви эрцгерцогов Австрийских-Эсте

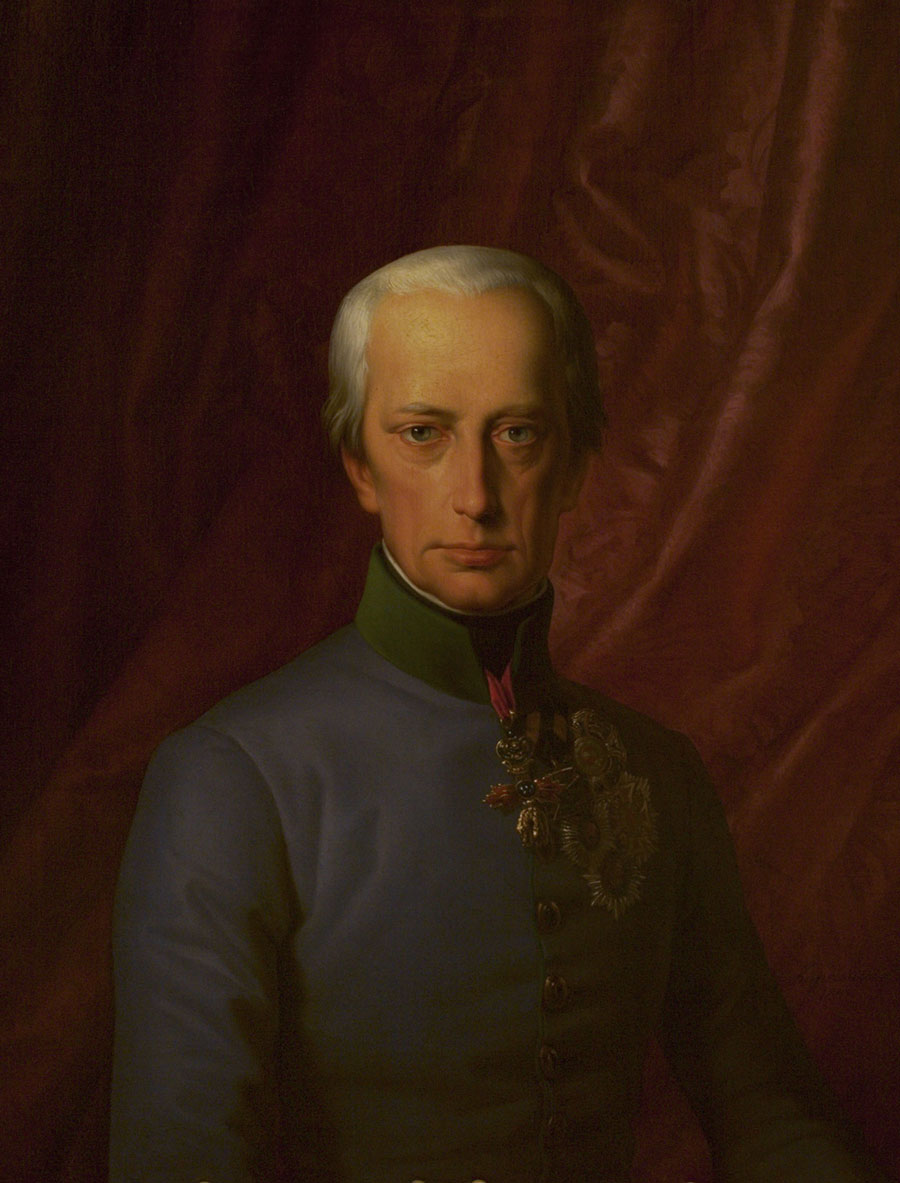
Франц II (1768—1835), император Священной Римской империи (1792—1806), император Австрии (1804—1835)

Фердинанд III (1769—1824), великий герцог Тосканский (1790—1801, 1814—1824), родоначальник тосканской ветви дома Габсбургов

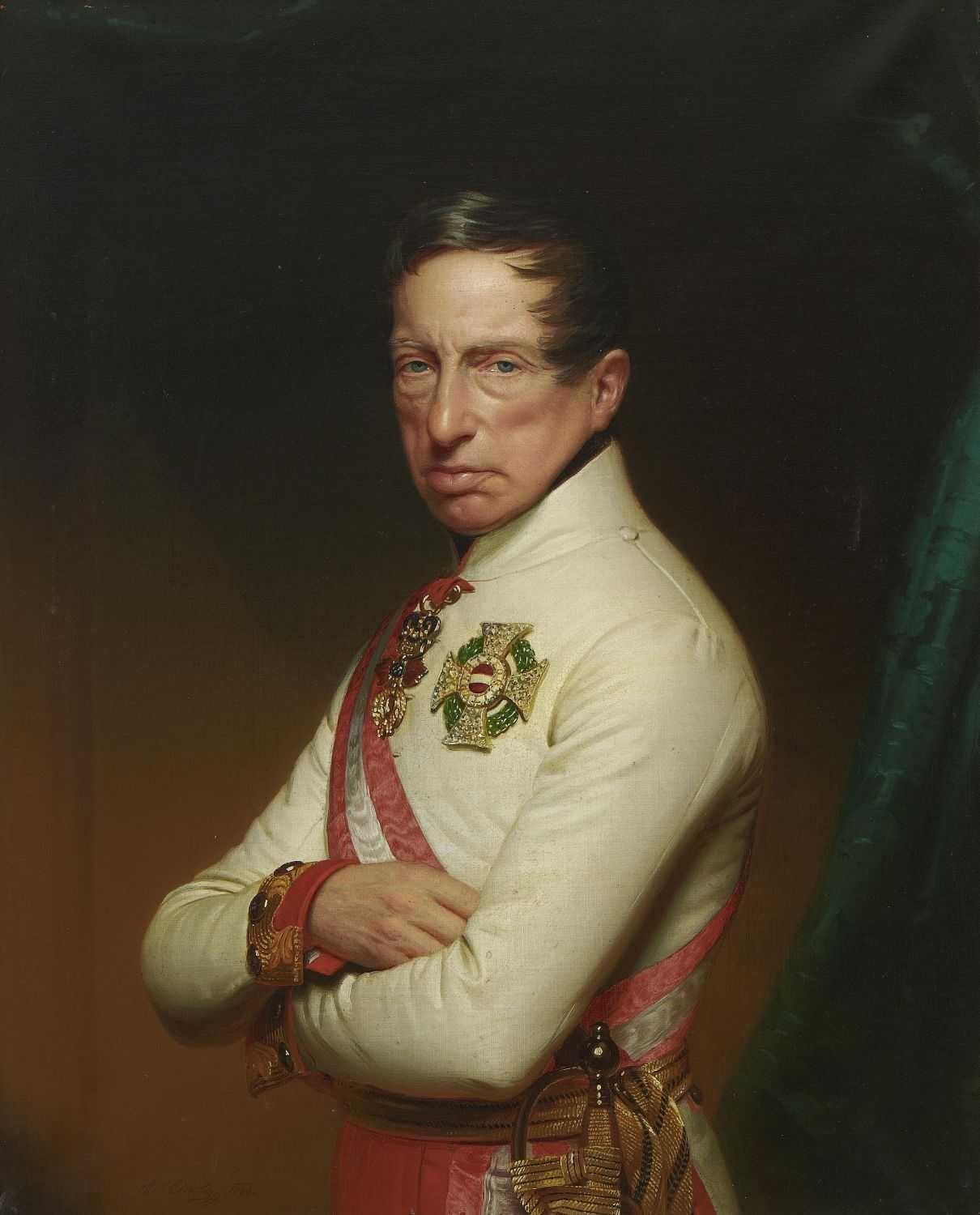
Эрцгерцог Карл Тешенский (1771—1847), родоначальник тешенской линии дома Габсбургов

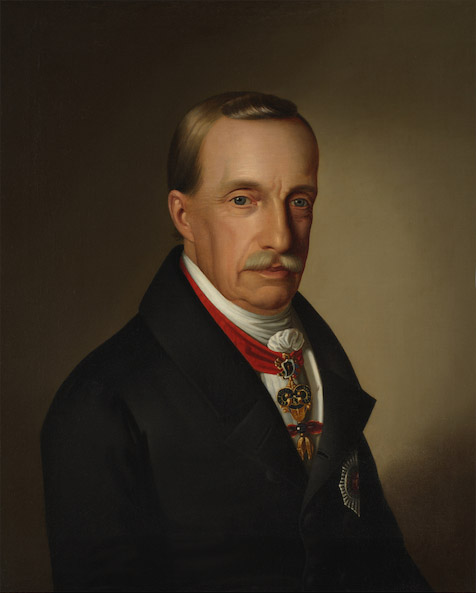
Иосиф Австрийский (1776—1847), палатин Венгрии (1796—1847), родоначальник венгерской линии дома Габсбургов

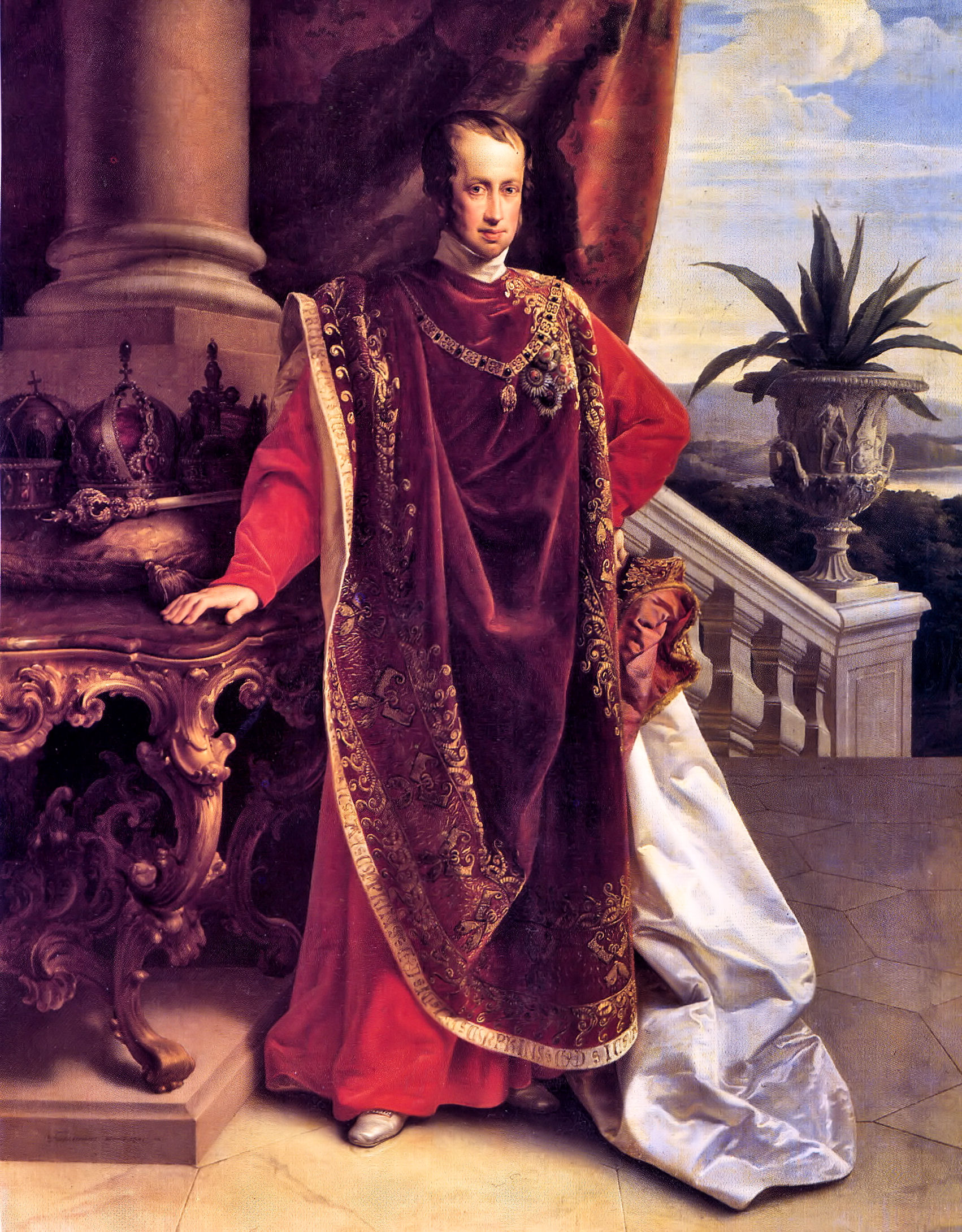
Фердинанд I (1793—1875), император Австрии (1835—1848)

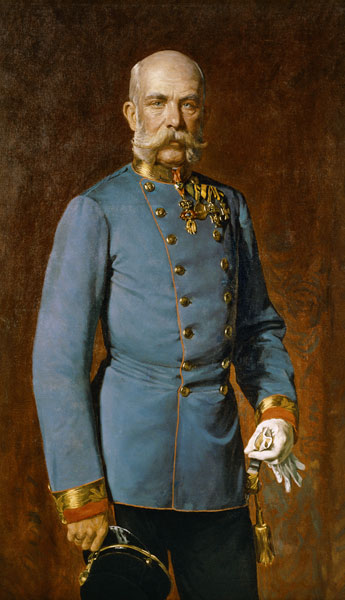
Франц Иосиф I (1830—1916), император Австрии (1848—1916)

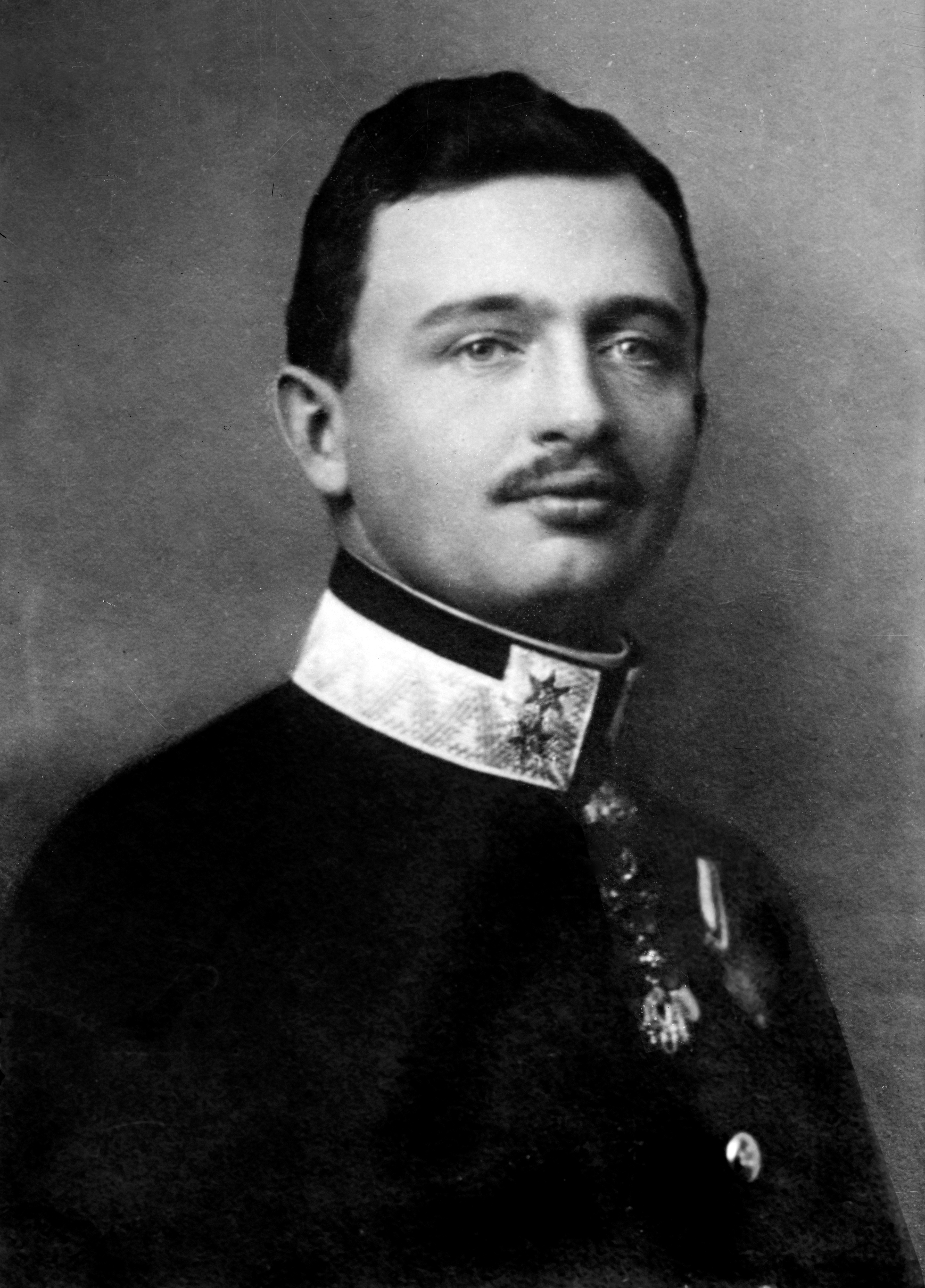
Карл I Габсбург-Лотарингский (1887—1922), последний император Австро-Венгрии (1916—1918), глава Габсбург-Лотаринского дома (1916—1922)

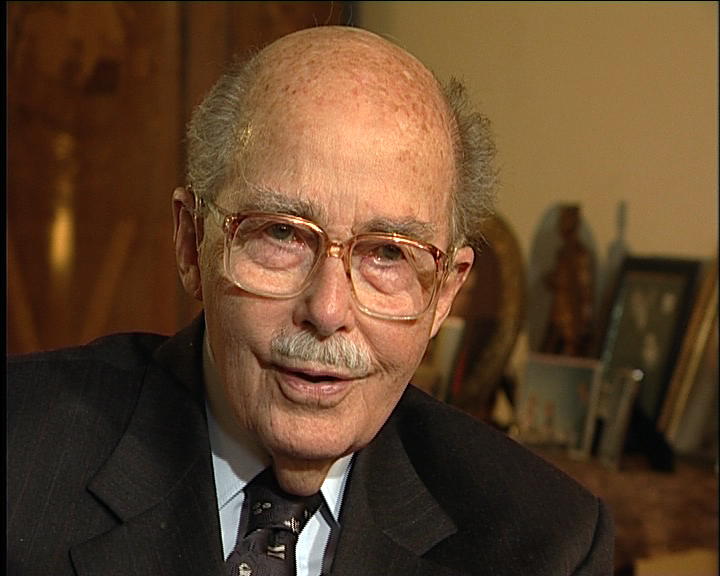
Отто фон Габсбург (1912—2011), кронпринц Австро-Венгрии (1916—1918), глава Габсбург-Лотарингского дома (1922—2007)

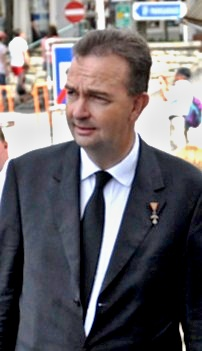
Карл фон Габсбург (род. 1961), глава Габсбург-Лотарингского дома (с 1 января 2007 года)

Дуалистическая Австро-Венгерская монархия была упразднена в 1918 году. Нынешним главой дома Габсбургов (с 2007 года) является эрцгерцог Карл фон Габсбург (род. 1961), внук последнего австрийского императора Карла I.
Австро-венгерский императорский престол должен был переходить по наследству мужским потомкам по степени первородства.

## Текущий порядок наследования[2]
- Император Священной Римской империи Леопольд II (1747—1792)
  -  Император Священной Римской империи Франц II (1768—1835)
    -  Император Австрии Фердинанд I (1793—1875)
    -  Эрцгерцог Франц Карл Австрийский (1802—1878)
      -  Император Австрии Франц Иосиф I (1830—1916)
        -  Рудольф ,кронпринц Австрии (1858—1889)

      -  Император Мексики Максимилиан I (1832—1867)
      - Эрцгерцог Карл Людвиг Австрийский (1833—1896)
        - Франц Фердинанд (1863—1914)
          - Герцоги фон Гогенберг

        - Эрцгерцог Отто Франц Австрийский (1865—1906)
          -  Император Австрии Карл I (1887—1922)
            - Кронпринц Отто Австрийский (1912—2011)
              - Эрцгерцог Карл фон Габсбург (род. 1961)
                -  (1) Эрцгерцог Фердинанд Звонимир (род. 1997)

              -  (2) Эрцгерцог Георг фон Габсбург (род. 1964); женат на эрцгерцогине Эйлике Габсбург, урожденной принцессе Ольденбургской
                -  (3) Эрцгерцог Карл-Константин фон Габсбург (род. 2004)

            - Эрцгерцог Роберт Австрийский-Эсте (1915—1996)
              - (4) Принц Лоренц Бельгийский, эрцгерцог Австрийский-Эсте (род. 1955); женат на принцесса Астрид Бельгийской
                - (5) Принц Амедео Бельгийский, эрцгерцог Австрийский-Эсте (род. 1986)
                  - (6) Принц Максимилиан Бельгийский, эрцгерцог Австрийский-Эсте (род. 2019)

                - (7) Принц Иоахим Бельгийский, эрцгерцог Австрийский-Эсте (род. 1991)

              - (8) Эрцгерцог Герхард Австрийский-Эсте (род. 1957)
              - (9) Эрцгерцог Мартин Австрийский-Эсте (род. 1959); женат на принцесса Катарине фон Изенбург
                - (10) Эрцгерцог Бартоломеус Австрийский-Эсте (род. 2006)
                - (11) Эрцгерцог Эммануил Австрийский-Эсте (род. 2008)
                -  (12) Эрцгерцог Луиджи Амедео Австрийский-Эсте (род. 2011)

            - Эрцгерцог Феликс Австрийский (1916—2011)
              - (13) Эрцгерцог Карл Филипп (род. 1954)
                - (14) Эрцгерцог Юлиан-Лоренц (род. 1994)
                - (15) Эрцгерцог Луис-Дамиан (род. 1998)

              - Эрцгерцог Раймунд (1958—2008)
                -  (16) Эрцгерцог Феликс (род. 1996)

              - (17) Эрцгерцог Иштван (род. 1961), женат на Паоле Темешвари
                - (18) Эрцгерцог Андраш (род. 1994)
                -  (19) Эрцгерцог Пал (род. 1997)

            - Эрцгерцог Карл Людвиг Австрийский (1918—2007)
              - (20) Эрцгерцог Рудольф Австрийский (род. 1950); женат на баронессе Елене де Вийенфань де Вожельсанк (брак задним числом был признан династическим)[3]
                - (21) Эрцгерцог Карл Кристиан (род. 1977); женат на Эстелле де Сайнт-Ромайн
                  - (22) Эрцгерцог Пьер-Георг (род. 2021)

                - (23) Эрцгерцог Иоганнес (род. 1981)
                - (24) Эрцгерцог Томас (род. 1986)
                - (25) Эрцгерцог Франц-Людвиг (род. 1988)
                - (26) Эрцгерцог Михаэль (род. 1990)
                -  (27) Эрцгерцог Иосиф (род. 1991)

              -  (28) Эрцгерцог Карл Кристиан Австрийский (род. 1954); женат на принцесса Марии Астрид Люксембургской
                - (29) Эрцгерцог Имре (род. 1985); женат на Кэтлин Уолкер
                  - (30) Эрцгерцог Карл (род. 2023)

                - (31) Эрцгерцог Кристоф (род. 1988)
                  - (32) Эрцгерцог Иосиф (род. 2020)

                -  (33) Эрцгерцог Александр (род. 1990)

            -  Эрцгерцог Рудольф (1919—2010)
              - (34) Эрцгерцог Карл Питер (род. 1955); женат на принцессе Александре фон Вреде
                - (35) Эрцгерцог Лоренц (род. 2003)

              - (36) Эрцгерцог Симеон (род. 1958); женат на принцессе Марии Бурбон-Сицилийской
                - (37) Эрцгерцог Иоганнес (род. 1997)
                - (38) Эрцгерцог Людвиг (род. 1998)
                -  (39) Эрцгерцог Филипп (род. 2007)

          - Эрцгерцог Максимилиан Евгений (1895—1952)
            - Эрцгерцог Фердинанд (1918—2004)
              -  (40) Эрцгерцог Максимилиан (род. 1961); женат на Маре Майе Аль-Аскари
                - (41) Эрцгерцог Николаус (род. 2005)
                - (42) Эрцгерцог Константин (род. 2007)

            - Эрцгерцог Генрих (1925—2014)
              - (43) Эрцгерцог Филипп (род. 1962); женат на Майаузини Хит
              - (44) Эрцгерцог Фердинанд (род. 1965); женат на графине Катарине фон Гарденберг
                -  (45) Эрцгерцог Якоб-Максимилиан (род. 2002)

              -  (46) Эрцгерцог Конрад (род. 1971); женат на Ашмите Госвани

  -   Фердинанд III, великий герцог Тосканский (1769—1824), родоначальник Тосканской ветви дома Габсбургов
    -  Леопольд II, великий герцог Тосканский (1797—1870)
      -  Фердинанд IV, великий герцог Тосканский (1835—1908)
        - Эрцгерцог Петер Фердинанд (1874—1948)
          - Эрцгерцог Готфрид (1902—1984)
            - Эрцгерцог Леопольд Франц, принц Тосканский (1942—2021)
              - (47) Эрцгерцог Сигизмундо, великий герцог Тосканский (род. 1966); женат на Алисе Джульетте Эдмонсон
                - (48) Эрцгерцог Леопольд, великий принц Тосканский (род. 2001)
                -  (49) Эрцгерцог Максимилиано, принц Тосканский (род. 2004)

              - (50) Эрцгерцог Гунтрам, принц Тосканский (род. 1967)[3]
                - (51) Тициано Леопольд, граф фон Габсбург (род. 2004), сохраняет австро-венгерские династические права[3]

          -  Эрцгерцог Георг, принц Тосканский (1905—1952)
            - (52) Эрцгерцог Радбот, принц Тосканский (род. 1938); женат морганатическим браком на Каролине Пруст
            -  (53) Эрцгерцог Георг, принц Тосканский (род. 1952)

        -  Генрих Фердинанд Австрийский (1878—1969)

      -  Эрцгерцог Карл Сальватор, принц Тосканский (1839—1892)
        - Эрцгерцог Леопольд Сальватор, принц Тосканский (1863—1931)
          - Леопольд Австрийский (1897—1958)
          - Эрцгерцог Антон, принц Тосканский (1901—1987)
            -  (54) Эрцгерцог Доминик, принц Тосканский (род. 1937)

          - Франц Иосиф Австрийский (1905—1975)
          -  Карл Пий Австрийский (1909—1953)

        -  Эрцгерцог Франц Сальватор, принц Тосканский (1866—1939)
          - Эрцгерцог Хуберт Сальватор, принц Тосканский (1894—1971)
            - Эрцгерцог Фридрих Сальватор, принц Тосканский (1927—1999)
              - (55) Эрцгерцог Леопольд, принц Тосканский (род. 1956)
              -  (56) Эрцгерцог Александр Сальватор, принц Тосканский (род. 1959)
                - (57) Эрцгерцог Константин Сальватор, принц Тосканский (род. 2002)
                -  (58) Эрцгерцог Пауль Сальватор, принц Тосканский (род. 2003)

            - (59) Эрцгерцог Андреас Сальватор, принц Тосканский (род. 1936); 1-я жена (с 1986 года) Мария де ла Пьедад Эспиноса (развод в 2001 году), 2-я жена (с 2001 года) графиня Валерия Подстатски-Лихтенштейн
              -  (60) Эрцгерцог Казимир Сальватор, принц Тосканский (род. 2003)

            - (61) Эрцгерцог Марко, принц Тосканский (род. 1946); женат морганатическим браком на Хильде Юнгмайер, трое детей
            - (62) Эрцгерцог Иоганн, принц Тосканский (род. 1947); морганатический брак с Анне-Мари Штюммер, трое детей
            -  (63) Эрцгерцог Микеле, принц Тосканский (род. 1949); женат с 1992 года на Еве Антонии фон Хофманн, одна дочь

          - Эрцгерцог Теодоре Сальватор, принц Тосканский (1899—1978)
            - (64) Эрцгерцог Карло Савальтор, принц Тосканский (род. 1936)[3]
              - Граф Маттиас фон Габсбург (1971—2024)[3]
                - (65) Граф Николаус фон Габсбург (род. 2000), сохраняет австро-венгерские династические права[3]
                - (66) Граф Якоб фон Габсбург (род. 2001), сохраняет австро-венгерские династические права[3]
                -  (67) Граф Мартин фон Габсбург (род. 2011), сохраняет австро-венгерские династические права[3]

              - (68) Граф Иоганнес фон Габсбург (род. 1974), сохраняет австро-венгерские династические права[3]
              - (69) Граф Бернард фон Габсбург (род. 1977), сохраняет австро-венгерские династические права[3]
              -  (70) Граф Бенедикт фон Габсбург (род. 1983), сохраняет австро-венгерские династические права[3]

          -  Эрцгерцог Клеменс Сальватор, принц Тосканский (1904—1974)[3]
            - Клеменс, принц фон Альтенбург (1932—2022)[3]
              - (71) Филипп, принц фон Альтенбург (род. 1966), признан членом династии задним числом[3]

            - (72) Георг, принц фон Альтенбург (род. 1933), признан членом династии задним числом[3]
            - Петер, принц фон Альтенбург (1935—2008), признан членом династии задним числом[3]; женат на Юлиане, графине фон Вальдштейн-Форни
              - (73) Фридрих, принц фон Альтенбург (род. 1966), признан членом династии задним числом[3]; женат на Габриэле, графине фон Вальтерскирхен
                - (74) Эмануэл, принц фон Альтенбург (род. 2002)
                -  (75) Николаус, принц фон Альтенбург (род. 2008)

              -  (77) Леопольд, принц фон Альтенбург (род. 1971), признан членом династии задним числом[3]

            - Франц Иосиф, принц фон Альтенбург (1941—2021)[3]
              -  Августин, принц фон Альтенбург (1971—2006), задним числом признан членом династии[3]

            - Николаус, принц фон Альтенбург (1942—2021)[3]; был дважды женат, двое детей от 1-го брака
            -  (78) Иоганнес, принц фон Альтенбург (род. 1949), признан членом династии задним числом[3]; женат на Евгении Фундулус, три дочери и один сын

  - Эрцгецрог Карл, герцог Тешенский (1771—1847), приёмный сын Альберта Саксен-Тешенского, родоначальник Тешенской ветви династии Габсбургов
    - Эрцгерцог Карл Фердинанд Австрийский (1818—1874)
      -  Эрцгерцог Карл Стефан Австрийский (1860—1933)
        -  Эрцгерцог Лео Карл Австрийский (1893—1939)
          -  Граф Лео Стефан фон Габсбург (1928—2020)[3]
            - (79) Граф Альбрехт фон Габсбург (род. 1963)
            - (80) Граф Карл-Стефан фон Габсбург (род. 1967)
            - (81) Граф Филипп фон Габсбург (род. 1974)
            - (82) Граф Лео фон Габсбург (род. 1985)

  -  Эрцгерцог Иосиф, палатин Венгерский (1776—1847)
    -  Эрцгерцог Иосиф Карл, палатин Венгерский (1833—1905)
      -  Эрцгерцог Иосиф Август (1872—1962)
        -  Эрцгерцог Иосиф Франц (1895—1957)
          - Эрцгерцог Иосиф Арпад (1933—2017)
            - (83) Эрцгерцог Иосиф Карл (род. 1960); женат на принцесса Маргарите фон Гогенберг
              - (84) Эрцгерцог Иосиф Альбрехт (род. 1994)
              - (85) Эрцгерцог Пауль Лео (род. 1996)

            - (86) Эрцгерцог Андреас-Августинус (род. 1963); женат на графине Марии-Кристине фон Хацфельд-Донгофф
              - (87) Эрцгерцог Фридрих-Киприан (род. 1995)
              - (88) Эрцгерцог Петр (род. 1997)
              - (89) Эрцгерцог Бенедикт-Александр (род. 2005)

            - (90) Эрцгерцог Николаус (род. 1973); женат на Евгении де Калонье и Гурреа
              - (91) Эрцгерцог Николас (род. 2003)
              -  (92) Эрцгерцог Сантьяго (род. 2006)

            -  (93) Эрцгерцог Иоганнес (род. 1975); женат на Марии Габриэле Монтенегро Вильямизар
              - (94) Эрцгерцог Иоганнес (род. 2010)
              - (95) Эрцгерцог Алехандро (род. 2011)
              -  (96) Эрцгерцог Игнасио (род. 2013)

          - Эрцгерцог Иштван Доминик Австрийский (1934—2011) был женат с 1971 года морганатическим браком на Марии Андерл, супруги имели сына и дочь.
          - (97) Эрцгерцог Геза (род. 1940); дважды женат морганатическими браками: 1-я жена (с 1965 года) Моника Декер (развод в 1991 году), 2-я жена (с 1992 года) Елизавета Джейн Кюнштадтер; от 1-го брака трое сыновей, от 2-го брака одна дочь
          -  (98) Эрцгерцог Михель (род. 1942)
            - (99) Эрцгерцог Эдуард (род. 1967); женат на баронессе Марии Терезе фон Гуденус
              -  (100) Эрцгерцог Пауль Бенедикт (род. 2000)

            -  (101) Эрцгерцог Отец Пауль (в миру Пауль Рудольф) (род. 1968), священник Легиона Христа

  - Эрцгерцог Антон Виктор Австрийский (1779—1835), Великий Магистр Тевтонского ордена
  - Эрцгерцог Иоганн Баптист Австрийский (1782—1859), генерал-фельдмаршал
  - Райнер Иосиф Австрийский (1783—1853), вице-король Ломбардо-Венецианский.
    - Леопольд Людвиг Австрийский (1823—1898)
    - Эрнст Карл Австрийский (1824—1899)
    - Сигизмунд Австрийский (1826—1891)
    - Райнер Фердинанд Австрийский (1827—1913)
    -  Генрих Антон Австрийский (1828—1891)

  -  Эрцгерцог Рудольф Австрийский (1788—1831), кардинал, епископ Оломуца.

## Порядок наследования в ноябре 1918 года
- Леопольд II (1747—1792)
  -  Франц II (1768—1835)
    -  Фердинанд I (1793—1875)
    -  Эрцгерцог Франц Карл (1802—1878)
      -  Франц Иосиф I (1830—1916)
      - Эрцгерцог Карл Людвиг (1833—1896)
        -  Эрцгерцог Отто Франц (1865—1906)
          -  Карл I (род. 1887)
            - (1) Кронпринц Отто фон Габсбург (род. 1912)
            - (2) Эрцгерцог Роберт (род. 1915)
            - (3) Эрцгерцог Феликс (род. 1916)
            -  (4) Эрцгерцог Карл Людвиг (род. 1918)

          -  (5) Эрцгерцог Максимилиан Евгений (род. 1895)

      -  (6) Эрцгерцог Людвиг Виктор (род. 1842)

  - Фердинанд III (великий герцог Тосканский) (1769—1824)
    -  Леопольд II (великий герцог Тосканы) (1797—1870)
      - Фердинанд IV (великий герцог Тосканы) (1835—1908)
        - (7) Эрцгерцог Иосиф Фердинанд (род. 1872)
        - (8) Эрцгерцог Петер Фердинанд (род. 1874)
          - (9) Эрцгерцог Готфрид (род. 1902)
          -  (10) Эрцгерцог Георг (род. 1905)

        -  (11) Эрцгерцог Генрих Фердинанд (род. 1878)

      -  Эрцгерцог Карл Сальватор (1839—1892)
        - (12) Эрцгерцог Леопольд Сальватор (род. 1863)
          - (13) Эрцгерцог Райнер, принц Тосканский (род. 1895)
          - (14) Эрцгерцог Леопольд, принц Тосканский (род. 1897)
          - (15) Эрцгерцог Антон, принц Тосканский (род. 1901)
          - (16) Эрцгерцог Франц Иосиф, принц Тосканский (род. 1905)
          - (17) Эрцгерцог Карл Пий, принц Тосканский (род. 1909)

        -  (18) Эрцгерцог Франц Сальватор, принц Тосканский (род. 1866)
          - (19) Эрцгерцог Франц Карл (род. 1893)
          - (20) Эрцгерцог Хуберт Сальватор (род. 1894)
          - (21) Эрцгерцог Теодор Сальватор (род. 1899)
          -  (22) Эрцгерцог Клеменс Сальватор (род. 1904)

  - Эрцгерцог Карл Тешенский (1771—1847)
    - Эрцгерцог Карл Фердинанд (1818—1874)
      - (23) Эрцгерцог Фридрих, герцог Тешенский (род. 1856)
        -  (24) Эрцгерцог Альбрехт Франц (род. 1897)

      - (25) Эрцгерцог Карл Стефан (род. 1860)
        - (26) Эрцгерцог Карл Альбрехт (род. 1888)
        - (27) Эрцгерцог Лео Карл (род. 1893)
        -  (28) Эрцгерцог Вильгельм Франц (род. 1895)

      -  (29) Эрцгерцог Евгений (род. 1863)

  -  Иосиф Австрийский (палатин Венгрии) (1776—1847)
    -  Эрцгерцог Иосиф Карл (1833—1905)
      -  (30) Эрцгерцог Иосиф Август (род. 1872)
        - (31) Эрцгерцог Иосиф Франц (род. 1895)
        -  (32) Эрцгерцог Ладислав Луитпольд (род. 1901)